# PEARL PIERCE
『PEARL PIERCE』（パール・ピアス）は、松任谷由実（ユーミン）の13枚目のオリジナルアルバム。1982年6月21日に東芝EMIからリリースされた（LP：ETP-90175、CT：ZH28-1200）。1982年9月13日から1983年2月6日、『PEARL PIERCE～ようこそ輝く時間へ～』全国コンサートツアーが行われた。1982年11月1日に東芝EMIの第1弾CDとして初CD化（CA35-1001）。1985年6月1日に2度目のCD化（CA32-1139）。1999年2月24日にLPのブックレットを復刻し、バーニー・グランドマンによるデジタルリマスタリングで音質を大幅に向上したリマスタリングCD（TOCT-10646）とLP（TOJT-10646）をリリース。

## 解説
- ユーミンが考える都会のOLはこんなトーンで暮らしているのではないかというのを意識したアルバム。サックスブルーをイメージカラーにして、グラスにかいた汗のように透明でアンニュイな、ユーミン自身一番凄く好きなアルバム。
- ジャケット・アートディレクションは太田和彦。ブックレットのイラストは安西水丸が描いた。
- キャッチコピーは「YUMINGの世界は恋、愛、想、波乱万丈。刺激的。」
- 1982年の第24回日本レコード大賞ベストアルバム賞を受賞。
- 本作発売にあたり「DANG DANG」が非売品サンプル7インチシングル盤でシングル・カットされた（B面は「夕涼み」、規格品番：PRT-1089）。

## 収録曲

### CD
| 全作詞・作曲: 松任谷由実、全編曲: 松任谷正隆。 |                                                                   |            |            |      |
| #                                              | タイトル                                                          | 作詞       | 作曲・編曲 | 時間 |
| 1.                                             | 「ようこそ輝く時間へ -Come See the Amusement Park Illumination-」 | 松任谷由実 | 松任谷由実 | 4:39 |
| 2.                                             | 「真珠のピアス -Pearl Pierce-」                                   | 松任谷由実 | 松任谷由実 | 5:44 |
| 3.                                             | 「ランチタイムが終わる頃 -Right When the Lunch Time Is Over-」    | 松任谷由実 | 松任谷由実 | 3:58 |
| 4.                                             | 「フォーカス -Focus-」                                            | 松任谷由実 | 松任谷由実 | 5:17 |
| 5.                                             | 「夕涼み -Stay, Summer Dream-」                                   | 松任谷由実 | 松任谷由実 | 4:29 |
| 6.                                             | 「私のロンサム・タウン -My Lonesome Town-」                       | 松任谷由実 | 松任谷由実 | 4:09 |
| 7.                                             | 「DANG DANG」                                                     | 松任谷由実 | 松任谷由実 | 5:29 |
| 8.                                             | 「昔の彼に会うのなら -If You Were To See Your Ex-Boyfriend-」     | 松任谷由実 | 松任谷由実 | 3:39 |
| 9.                                             | 「消息 -Your Rainy Blue Sweater-」                                | 松任谷由実 | 松任谷由実 | 4:25 |
| 10.                                            | 「忘れないでね -Don't Forget-」                                   | 松任谷由実 | 松任谷由実 | 4:17 |

### 楽曲解説
1. ようこそ輝く時間へ
後楽園ゆうえんちのスカイフラワー[1]から見る当時の後楽園球場をモチーフにした、大人の夏休みを描いた作品。
2. 真珠のピアス
ファンレターに綴られたファンの実体験をもとに作られたという曲[2]。TBS『ルージュの伝言』でドラマ化された（第6話、主演・高樹沙耶）。
1998年の『Neue Musik』、2012年の『日本の恋と、ユーミンと。』、2022年の『ユーミン万歳!』などベストアルバムへの収録回数も多い、この内『ユーミン万歳!』では2022 mixで収録された。
3. ランチタイムが終わる頃 -Right When the Lunch Time Is Over-
日比谷公園を舞台にした、昼休みのOLの生態を歌った曲。1982年TBS『風の鳴る国境 明子と早苗』テーマソング。ユーミンと友達の南野陽子が全ユーミンソングの中でも一番好きな作品だという。
4. フォーカス
当時、写真週刊誌の『FOCUS』が創刊されて社会現象となったためにユーミンがタイトルを拝借して題材にした楽曲を作りたいと思って制作したとラジオなどで語っている。
5. 夕涼み
上述の通り非売品サンプル7インチシングル盤でシングル・カット。
2020年7月24日放送の「松任谷由実のYuming Chord」にて、ユーミン自身が自分の夏の歌の中で最も気に入っていると発言した。
ユーミン自身は後年ラジオにて「もっと（自分に）歌唱力があれば良かったのに…」と本作について述べている。
ベストアルバムへの収録率は高く、バラード・ベスト『sweet,bitter sweet〜YUMING BALLAD BEST』、春夏ベスト『SEASONS COLOURS -春夏撰曲集-』、自薦ベスト『ユーミンからの、恋のうた。』に収録されている。
6. 私のロンサム・タウン
新潟のご当地ソング。晩秋のライブツアー途中のオフの情景を歌っていると言われている。歌詞の中に「ナホトカ」が登場する。
7. DANG DANG
前作「昨晩お会いしましょう」のツアーで「土用波」というタイトルで初めて披露された。1984年富士フイルム「ビデオテープスーパーHG HiFi」CMソング。1983年に金子マリがカヴァー。1995年映画『キャンプで逢いましょう』劇中歌。
上述の通り非売品サンプル7インチシングル盤でシングル・カット。
『Neue Musik』、『日本の恋と、ユーミンと。』にも収録。
8. 昔の彼に会うのなら
1976年のポニーテールへの提供曲「二人は片想い」が原曲。それ故に本作出版者はフジパシフィックミュージック｟© 1982 by FUJIPACIFIC MUSIC INC.｠である（ユーミンが「松任谷由実」になってからの作品の大半は雲母音楽出版｟© KIRARA MUSIC PUBLISHER｠が出版者として登録）。
9. 消息
10. 忘れないでね

## 参加ミュージシャン
- キーボード: 松任谷正隆
- ギター：松原正樹、鈴木茂
- ベース：高水健司
- ドラム：林立夫、島村英二
- パーカッション：斎藤ノブ、浜口茂外也
- サキソフォン：Jake H. Conception
- ホーン：数原晋、新井英治
- ウッドウィンド：衛藤幸雄
- ストリングス：トマト・ストリングス・アンサンブル
- ハープ：山川恵子
- コーラス : Lilica、Leona、Clara、BUZZ、タイムファイブ、伊集加代子、和田夏代子、鈴木宏子、松任谷由実
- シンセサイザー・プログラミング：浦田恵司